# Caprice
Caprice es una película francesa de 2015, una comedia romántica escrita y dirigida por Emmanuel Mouret, y protagonizada por Mouret, Virginie Efira, Anaïs Demoustier y Laurent Stocker. Obtuvo el premio a la Mejor Película en el Festival de Cine de Cabourg 2015.

## Reparto
- Virginie Efira: Alicia
- Anaïs Demoustier: Capricho
- Laurent Stocker: Thomas
- Emmanuel Mouret: Clément

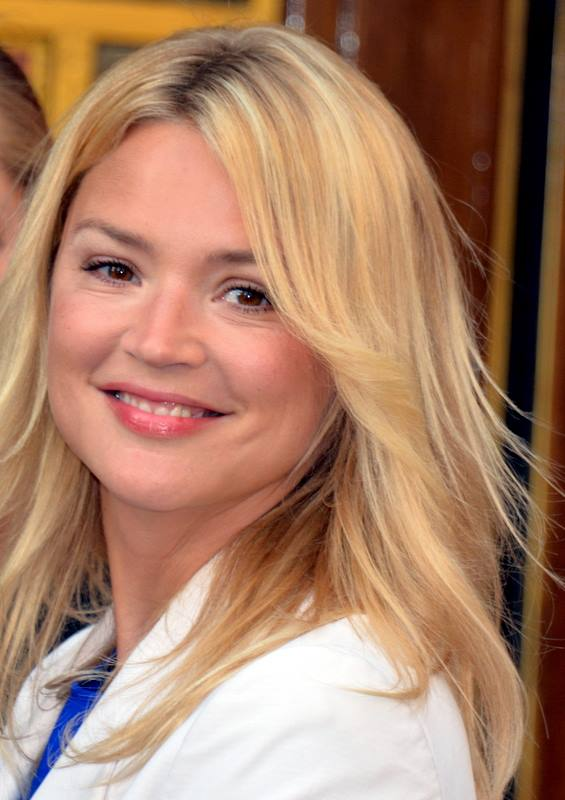
La actriz Virginie Efira en 2014.

- Michaël Cohen: Le comédien au théâtre
- Thomas Blanchard: Jean
- Mathilde Warnier: Virginie
- Olivier Cruveiller: Maurice
- Botum Dupuis: Christie
- Néo Rouleau: Jacky
- Léo Lorléac'h: Victor